# Lepidosaphes salicina
Lepidosaphes salicina är en insektsart som beskrevs av Borchsenius 1958. Lepidosaphes salicina ingår i släktet Lepidosaphes och familjen pansarsköldlöss. Inga underarter finns listade i Catalogue of Life.